# The MathWorks
The MathWorks, Inc., kurz  MathWorks, ist ein US-amerikanisches, global-tätiges Unternehmen in privater Hand, das sich auf Software für technische Berechnungen und Multidomain-Simulation und Software für dynamische Systeme spezialisiert hat.

## Produkte
Die Hauptprodukte sind:
- MATLAB ist das Kernprodukt für numerische Berechnungen.
- Simulink ist eine Software für die Modellierung dynamischer Systeme.
- Stateflow ermöglicht die Modellierung und Simulation von endlichen Automaten.
- Simscape dient der Modellierung und Simulation physikalischer Systeme auf Basis deren Topologie, die Modellierung bildet die Struktur ab statt der Gleichungen.

Über diese hinaus existieren über 90 weitere Produkte, die spezifische Fähigkeiten für verschiedene Anwendungsdomänen hinzufügen.
Aus all diesen Modellierungsansätzen kann C-Code und teilweise C++-Code erzeugt werden, um Funktionalität beispielsweise auf eingebettete Systeme bringen zu können.
Zudem kann mittels des Tools Polyspace die Qualität (Zuverlässigkeit) von Programmen durch statische Code-Analyse gesteigert werden. Dazu wird zuerst auf MISRA-Verstöße geprüft und weiterhin das Verhalten durch Abstrakte Interpretation analysiert.

## Unternehmensgeschichte
MathWorks wurde am 7. Dezember 1984 von Jack Little (Präsident und CEO), Cleve Moler (Chief Scientist) und Steve Bangert (nicht mehr aktiv) gegründet. Der Sitz ist in Natick, Massachusetts.
Mittlerweile beschäftigt MathWorks über 4500 Mitarbeiter in über 15 weltweiten Niederlassungen, von denen zwei Drittel am Hauptsitz arbeiten.
Über 130 Mitarbeiter sind in Deutschland an den vier Standorten Aachen, München, Paderborn und Stuttgart tätig.
Das Firmenlogo stellt die erste Schwingung einer L-förmigen Membran, die an den Ecken befestigt ist, dar.